# Grand Prix Japonii 2012
Grand Prix Japonii 2012 (oficjalnie 2012 Japanese Grand Prix) – piętnasta eliminacja Mistrzostw Świata Formuły 1 w sezonie 2012.

## Lista startowa
Na niemieskim tle kierowcy biorący udział jedynie w piątkowych treningach
| Nr | Kierowca            | Zespół                        | Samochód          | Silnik               | Opony |
| -- | ------------------- | ----------------------------- | ----------------- | -------------------- | ----- |
| 1  | Sebastian Vettel    | Red Bull Racing               | Red Bull RB8      | Renault RS27-2012    | P     |
| 2  | Mark Webber         | Red Bull Racing               | Red Bull RB8      | Renault RS27-2012    | P     |
| 3  | Jenson Button       | Vodafone McLaren Mercedes     | McLaren MP4-27    | Mercedes-Benz FO108Y | P     |
| 4  | Lewis Hamilton      | Vodafone McLaren Mercedes     | McLaren MP4-27    | Mercedes-Benz FO108Y | P     |
| 5  | Fernando Alonso     | Scuderia Ferrari              | Ferrari F2012     | Ferrari 056          | P     |
| 6  | Felipe Massa        | Scuderia Ferrari              | Ferrari F2012     | Ferrari 056          | P     |
| 7  | Michael Schumacher  | Mercedes AMG Petronas F1 Team | Mercedes F1 W03   | Mercedes-Benz FO108Y | P     |
| 8  | Nico Rosberg        | Mercedes AMG Petronas F1 Team | Mercedes F1 W03   | Mercedes-Benz FO108Y | P     |
| 9  | Kimi Räikkönen      | Lotus F1 Team                 | Lotus E20         | Renault RS27-2012    | P     |
| 10 | Romain Grosjean     | Lotus F1 Team                 | Lotus E20         | Renault RS27-2012    | P     |
| 11 | Paul di Resta       | Sahara Force India F1 Team    | Force India VJM05 | Mercedes-Benz FO108Y | P     |
| 12 | Nico Hülkenberg     | Sahara Force India F1 Team    | Force India VJM05 | Mercedes-Benz FO108Y | P     |
| 14 | Kamui Kobayashi     | Sauber F1 Team                | Sauber C31        | Ferrari 056          | P     |
| 15 | Sergio Pérez        | Sauber F1 Team                | Sauber C31        | Ferrari 056          | P     |
| 16 | Daniel Ricciardo    | Scuderia Toro Rosso           | Toro Rosso STR7   | Ferrari 056          | P     |
| 17 | Jean-Éric Vergne    | Scuderia Toro Rosso           | Toro Rosso STR7   | Ferrari 056          | P     |
| 18 | Pastor Maldonado    | Williams F1                   | Williams FW34     | Renault RS27-2012    | P     |
| 19 | Bruno Senna         | Williams F1                   | Williams FW34     | Renault RS27-2012    | P     |
| 19 | Valtteri Bottas     | Williams F1                   | Williams FW34     | Renault RS27-2012    | P     |
| 20 | Heikki Kovalainen   | Caterham F1 Team              | Caterham CT01     | Renault RS27-2012    | P     |
| 20 | Giedo van der Garde | Caterham F1 Team              | Caterham CT01     | Renault RS27-2012    | P     |
| 21 | Witalij Pietrow     | Caterham F1 Team              | Caterham CT01     | Renault RS27-2012    | P     |
| 22 | Pedro de la Rosa    | HRT F1 Team                   | HRT F112          | Cosworth CA2012      | P     |
| 23 | Narain Karthikeyan  | HRT F1 Team                   | HRT F112          | Cosworth CA2012      | P     |
| 24 | Timo Glock          | Marussia F1 Team              | Marussia MR-01    | Cosworth CA2012      | P     |
| 25 | Charles Pic         | Marussia F1 Team              | Marussia MR-01    | Cosworth CA2012      | P     |
| Nr | Kierowca            | Zespół                        | Samochód          | Silnik               | Opony |

## Wyniki

### Sesje treningowe
| Sesja | Nr | Kierowca         | Konstruktor      | Czas     | Okr. |
| ----- | -- | ---------------- | ---------------- | -------- | ---- |
| 1     | 3  | Jenson Button    | McLaren-Mercedes | 1:34,507 | 20   |
| 2     | 2  | Mark Webber      | Red Bull         | 1:32,493 | 34   |
| 3     | 1  | Sebastian Vettel | Red Bull         | 1:32,136 | 17   |

### Kwalifikacje

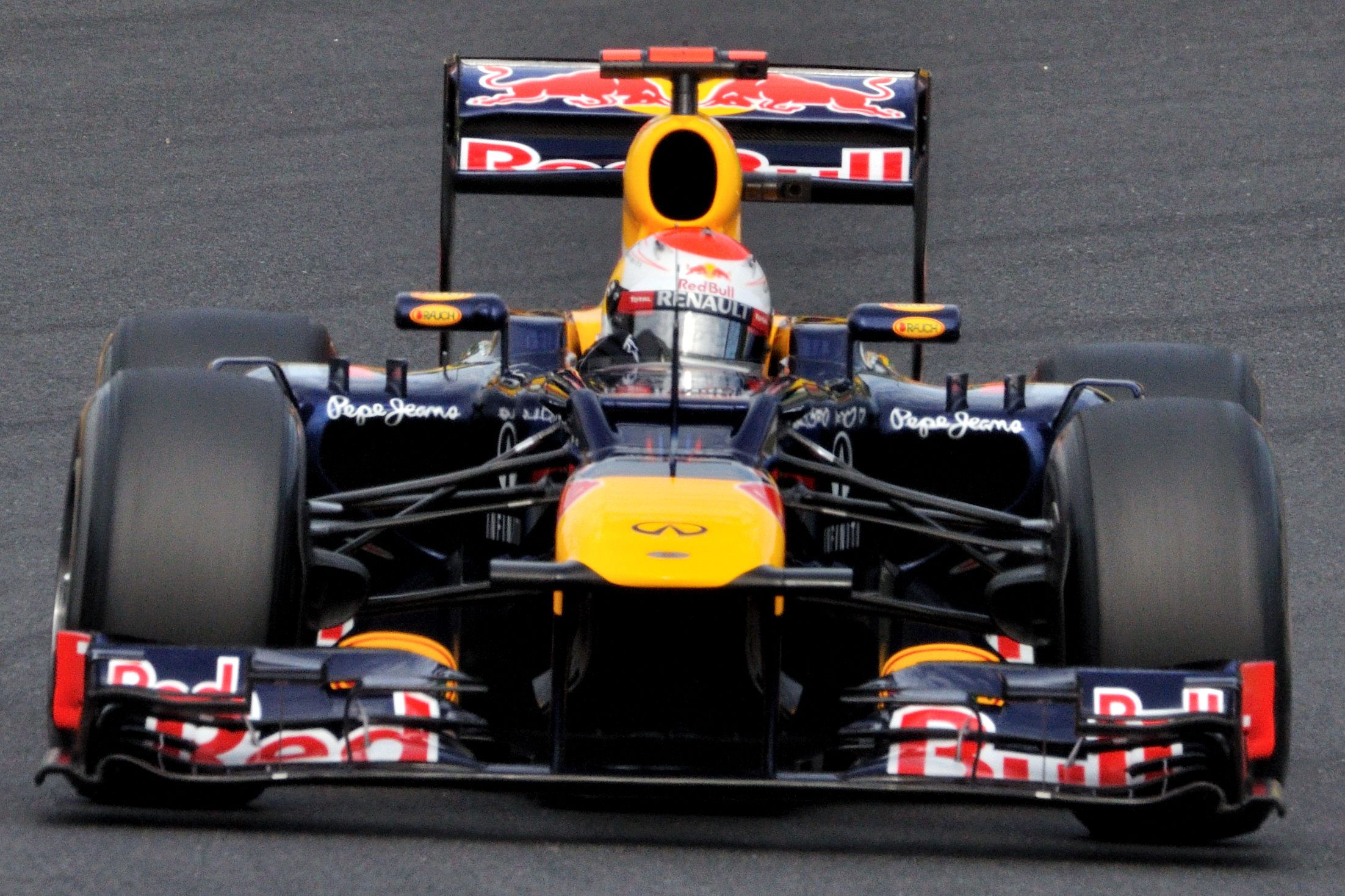
Sebastian Vettel podczas kwalifikacji

Źródło: Wyprzedź Mnie!
| Poz. | Nr | Kierowca           | Konstruktor          | Q1       | Q2       | Q3       | Poz. s. |
| --- | --- | ------------------ | -------------------- | -------- | -------- | -------- | ------- |
| 1 | 1 | Sebastian Vettel   | Red Bull-Renault     | 1:32,608 | 1:31,501 | 1:30,839 | 1       |
| 2 | 2 | Mark Webber        | Red Bull-Renault     | 1:32,951 | 1:31,950 | 1:31,090 | 2       |
| 3 | 3 | Jenson Button      | McLaren-Mercedes     | 1:33,077 | 1:31,772 | 1:31,290 | 8       |
| 4 | 14 | Kamui Kobayashi    | Sauber-Ferrari       | 1:32,042 | 1:31,886 | 1:31,700 | 3       |
| 5 | 10 | Romain Grosjean    | Lotus-Renault        | 1:32,029 | 1:31,988 | 1:31,898 | 4       |
| 6 | 15 | Sergio Pérez       | Sauber-Ferrari       | 1:32,147 | 1:32,169 | 1:32,022 | 5       |
| 7 | 5 | Fernando Alonso    | Ferrari              | 1:32,459 | 1:31,833 | 1:32,114 | 6       |
| 8 | 9 | Kimi Räikkönen     | Lotus-Renault        | 1:32,221 | 1:31,826 | 1:32,208 | 7       |
| 9 | 4 | Lewis Hamilton     | McLaren-Mercedes     | 1:33,061 | 1:32,121 | 1:32,327 | 9       |
| 10 | 12 | Nico Hülkenberg    | Force India-Mercedes | 1:32,828 | 1:32,272 | –        | 15      |
| 11 | 6 | Felipe Massa       | Ferrari              | 1:32,946 | 1:32,293 | –        | 10      |
| 12 | 11 | Paul di Resta      | Force India-Mercedes | 1:32,898 | 1:32,327 | –        | 11      |
| 13 | 7 | Michael Schumacher | Mercedes             | 1:33,349 | 1:32,469 | –        | 23      |
| 14 | 18 | Pastor Maldonado   | Williams-Renault     | 1:32,834 | 1:32,512 | –        | 12      |
| 15 | 8 | Nico Rosberg       | Mercedes             | 1:33,015 | 1:32,625 | –        | 13      |
| 16 | 16 | Daniel Ricciardo   | Toro Rosso-Ferrari   | 1:33,059 | 1:32,954 | –        | 14      |
| 17 | 17 | Jean-Éric Vergne   | Toro Rosso-Ferrari   | 1:33,370 | 1:33,368 | –        | 19      |
| 18 | 19 | Bruno Senna        | Williams-Renault     | 1:33,405 | –        | –        | 16      |
| 19 | 20 | Heikki Kovalainen  | Caterham-Renault     | 1:34,657 | –        | –        | 17      |
| 20 | 24 | Timo Glock         | Marussia-Cosworth    | 1:35,213 | –        | –        | 18      |
| 21 | 22 | Pedro de la Rosa   | HRT-Cosworth         | 1:35,385 | –        | –        | 20      |
| 22 | 25 | Charles Pic        | Marussia-Cosworth    | 1:35,429 | –        | –        | 21      |
| 23 | 21 | Witalij Pietrow    | Caterham-Renault     | 1:35,432 | –        | –        | 22      |
| 24 | 23 | Narain Karthikeyan | HRT-Cosworth         | 1:36,734 | –        | –        | 24      |
| Poz. | Nr | Kierowca           | Konstruktor          | Q1       | Q2       | Q3       | Poz. s. |
| \| Legenda \| Legenda \| \| ------------------------ \| ---------------------------------------------------------------------------------------------------------------------------------------------------------------------------------------------------------------------------------------------------------------- \| \| Poz. Nr Q1 Q2 Q3 Poz. s. \| Pozycja zajęta w sesji kwalifikacyjnej Numer startowy kierowcy Wynik uzyskany w pierwszej części kwalifikacji Wynik uzyskany w drugiej części kwalifikacji Wynik uzyskany w trzeciej części kwalifikacji Pozycja startowa po uwzględnięniu kar, przesunięć, itp. \| | |                    |                      |          |          |          |         |
| Legenda | |                    |                      |          |          |          |         |
| Poz. Nr Q1 Q2 Q3 Poz. s. | Pozycja zajęta w sesji kwalifikacyjnej Numer startowy kierowcy Wynik uzyskany w pierwszej części kwalifikacji Wynik uzyskany w drugiej części kwalifikacji Wynik uzyskany w trzeciej części kwalifikacji Pozycja startowa po uwzględnięniu kar, przesunięć, itp. |                    |                      |          |          |          |         |

### Wyścig

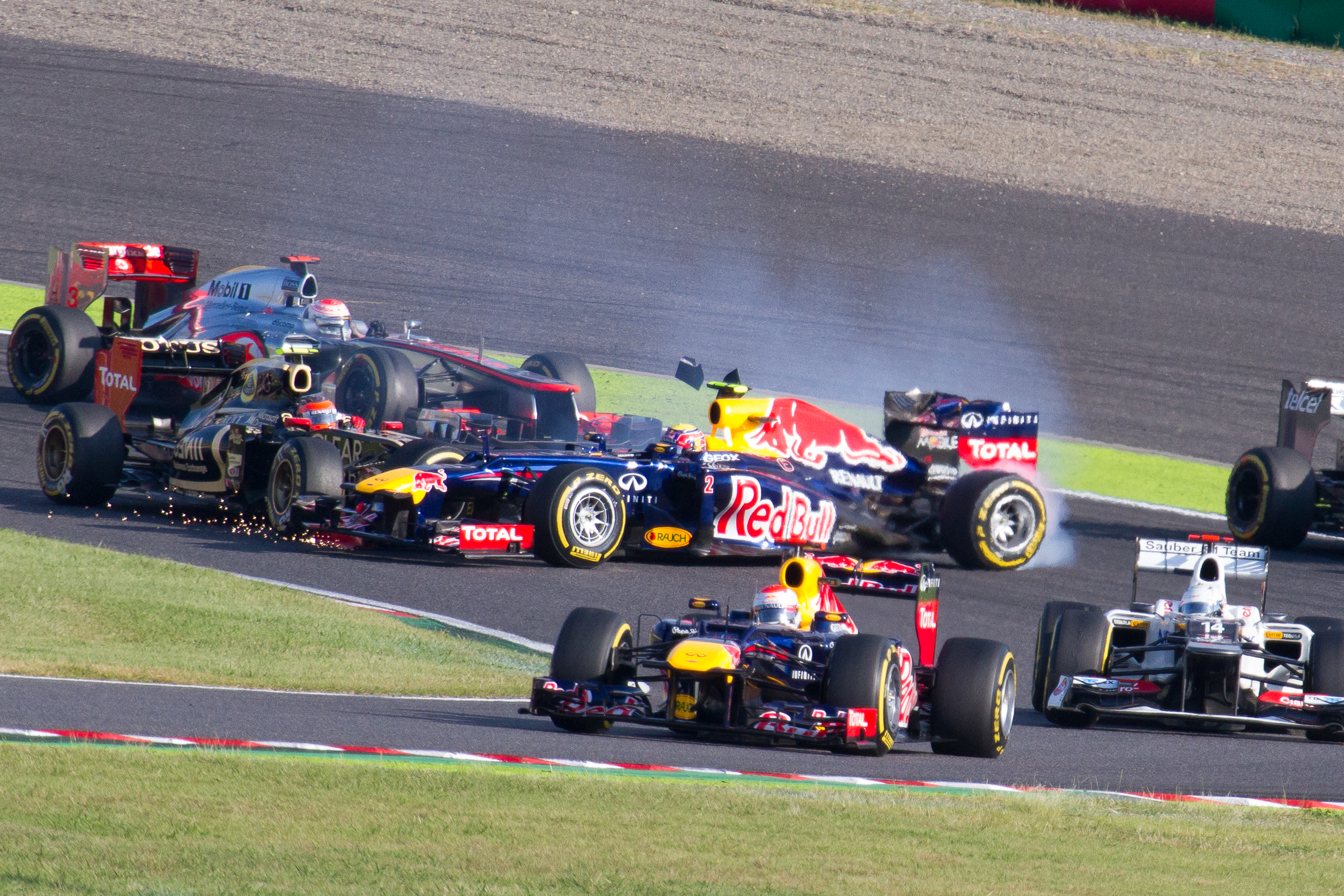
Kierowcy podczas pierwszego okrążenia wyścigu

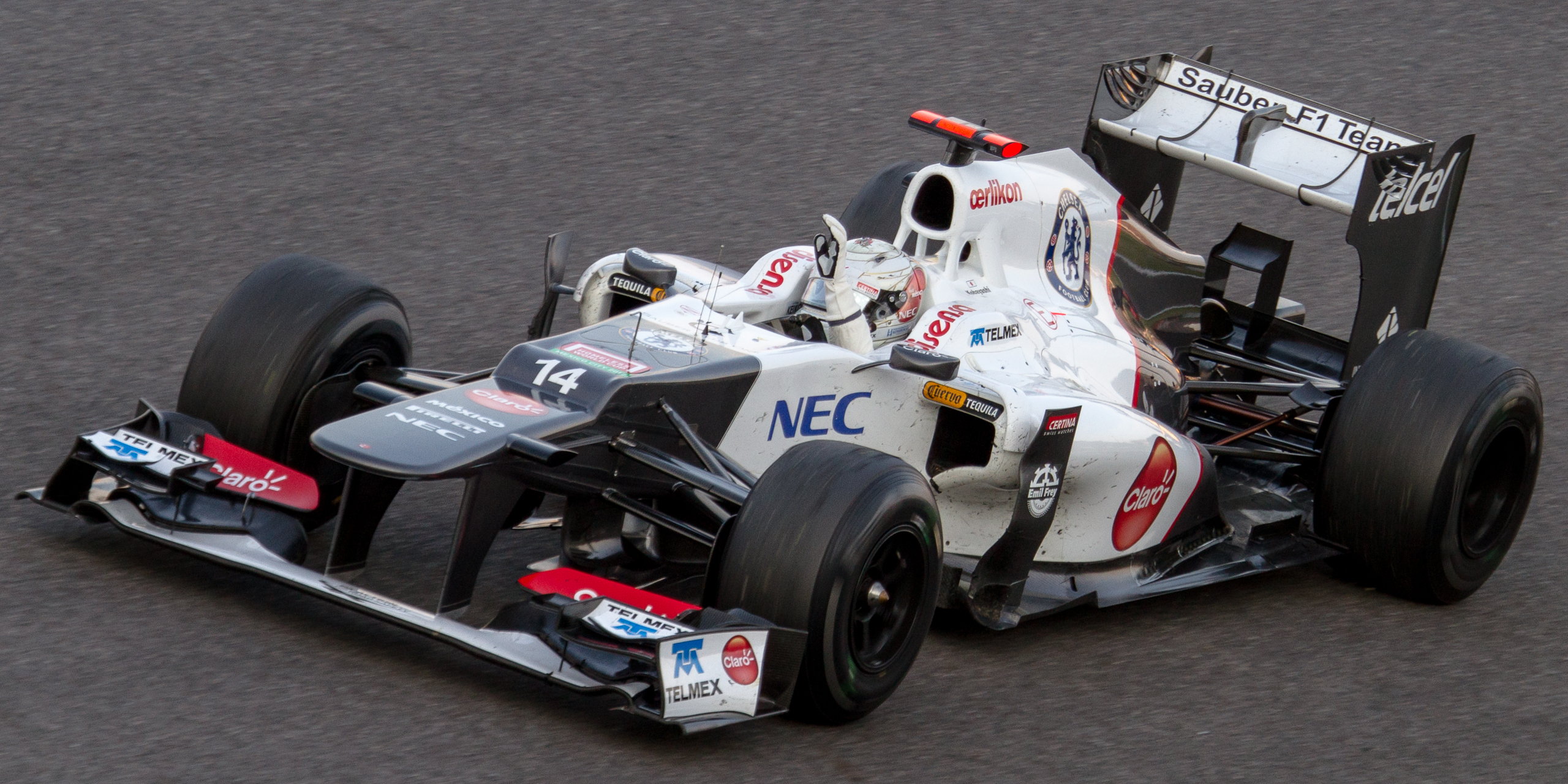
Kamui Kobayashi po zajęciu trzeciego miejsca w wyścigu

Źródło: Wyprzedź Mnie!
| P                 | + / –     | Nr | Kierowca           | Konstruktor          | Okr. | Czas / Strata         | Komentarz |
| ----------------- | --------- | -- | ------------------ | -------------------- | ---- | --------------------- | --------- |
| 1                 | Bez zmian | 1  | Sebastian Vettel   | Red Bull-Renault     | 53   | 1h28m56,242           |           |
| 2                 | 8         | 8  | Felipe Massa       | Ferrari              | 53   | +0:20,639             |           |
| 3                 | Bez zmian | 14 | Kamui Kobayashi    | Sauber-Ferrari       | 53   | +0:24,538             |           |
| 4                 | 4         | 3  | Jenson Button      | McLaren-Mercedes     | 53   | +0:25,098             |           |
| 5                 | 4         | 4  | Lewis Hamilton     | McLaren-Mercedes     | 53   | +0:46,490             |           |
| 6                 | 1         | 9  | Kimi Räikkönen     | Lotus-Renault        | 53   | +0:50,424             |           |
| 7                 | 8         | 12 | Nico Hülkenberg    | Force India-Mercedes | 53   | +0:51,159             |           |
| 8                 | 4         | 18 | Pastor Maldonado   | Williams-Renault     | 53   | +0:52,364             |           |
| 9                 | 7         | 2  | Mark Webber        | Red Bull-Renault     | 53   | +0:54,675             |           |
| 10                | 4         | 16 | Daniel Ricciardo   | Toro Rosso-Ferraro   | 53   | +1:06,919             |           |
| 11                | 12        | 7  | Michael Schumacher | Mercedes             | 53   | +1:07,769             |           |
| 12                | 1         | 11 | Paul di Resta      | Force India-Mercedes | 53   | +1:23,460             |           |
| 13                | 6         | 17 | Jean-Éric Vergne   | Toro Rosso-Ferrari   | 53   | +1:28,645             |           |
| 14                | 2         | 19 | Bruno Senna        | Williams-Renault     | 53   | +1:28,709             | [ a ]     |
| 15                | 2         | 20 | Heikki Kovalainen  | Caterham-Renault     | 52   | +1 okr.               |           |
| 16                | 2         | 24 | Timo Glock         | Marussia-Cosworth    | 52   | +1 okr. (08,537)      |           |
| 17                | 5         | 21 | Witalij Pietrow    | caterham-Renault     | 52   | +1 okr. (40,721)      |           |
| 18                | 2         | 22 | Pedro de la Rosa   | HRT-Cosworth         | 52   | +1 okr. (05,989)      |           |
| 19                | 15        | 10 | Romain Grosjean    | Lotus-Renault        | 51   | wycofał się           | [ b ]     |
| Niesklasyfikowani |           |    |                    |                      |      |                       |           |
|                   |           | 25 | Charles Pic        | Marussia-Cosworth    | 37   | silnik                |           |
|                   |           | 23 | Narain Karthikeyan | HRT-Cosworth         | 32   | zawieszenie           |           |
|                   |           | 15 | Sergio Pérez       | Sauber-Ferrari       | 18   | wypadł z toru         |           |
|                   |           | 5  | Fernando Alonso    | Ferrari              | 0    | kolizja z Räikkönenem |           |
|                   |           | 8  | Nico Rosberg       | Mercedes             | 0    | kolizja z Senną       |           |
| P                 | + / –     | Nr | Kierowca           | Konstruktor          | Okr. | Czas / Strata         | Komentarz |

### Najszybsze okrążenie
Źródło: Wyprzedź Mnie!
| Nr | Kierowca         | Konstruktor | Czas     | Okr. |
| -- | ---------------- | ----------- | -------- | ---- |
| 1  | Sebastian Vettel | Red Bull    | 1:35,774 | 52   |

## Prowadzenie w wyścigu
| Nr                              | Kierowca         | Okrążenia | Suma |
| ------------------------------- | ---------------- | --------- | ---- |
| 1                               | Sebastian Vettel | 1-53      | 53   |
| \| Wykres \| \| ------ \| \| \| |                  |           |      |
| Wykres                          |                  |           |      |
|                                 |                  |           |      |

## Klasyfikacja po wyścigu

### Kierowcy
| P  | +/− | Kierowca           | Starty | Punkty | P1 | P2 | P3 | PP | NO | NS |
| -- | --- | ------------------ | ------ | ------ | -- | -- | -- | -- | -- | -- |
| 1  | 0   | Fernando Alonso    | 15     | 194    | 3  | 2  | 3  | 2  | –  | 2  |
| 2  | 0   | Sebastian Vettel   | 15     | 190    | 3  | 2  | 1  | 4  | 4  | 1  |
| 3  | 0   | Kimi Räikkönen     | 15     | 157    | –  | 3  | 3  | –  | 2  | –  |
| 4  | 0   | Lewis Hamilton     | 15     | 152    | 3  | –  | 3  | 5  | –  | 3  |
| 5  | 0   | Mark Webber        | 15     | 134    | 2  | –  | –  | 1  | –  | –  |
| 6  | 0   | Jenson Button      | 15     | 131    | 2  | 3  | –  | 1  | 1  | 1  |
| 7  | 0   | Nico Rosberg       | 15     | 93     | 1  | 1  | –  | 1  | 2  | 1  |
| 8  | 0   | Romain Grosjean    | 14     | 82     | –  | 1  | 2  | –  | 1  | 5  |
| 9  | +1  | Felipe Massa       | 15     | 69     | –  | 1  | –  | –  | –  | 1  |
| 10 | −1  | Sergio Pérez       | 15     | 66     | –  | 2  | 1  | –  | 1  | 4  |
| 11 | +2  | Kamui Kobayashi    | 15     | 50     | –  | –  | 1  | –  | 1  | 3  |
| 12 | −1  | Paul di Resta      | 15     | 44     | –  | –  | –  | –  | –  | 1  |
| 13 | −1  | Michael Schumacher | 15     | 43     | –  | –  | 1  | –  | 1  | 7  |
| 14 | 0   | Nico Hülkenberg    | 15     | 37     | –  | –  | –  | –  | 1  | 1  |
| 15 | 0   | Pastor Maldonado   | 15     | 33     | 1  | –  | –  | 1  | –  | 4  |
| 16 | 0   | Bruno Senna        | 15     | 25     | –  | –  | –  | –  | 1  | 1  |
| 17 | 0   | Jean-Éric Vergne   | 15     | 8      | –  | –  | –  | –  | –  | 3  |
| 18 | 0   | Daniel Ricciardo   | 15     | 7      | –  | –  | –  | –  | –  | 1  |
| 19 | 0   | Timo Glock         | 14     | 0      | –  | –  | –  | –  | –  | 1  |
| 20 | 0   | Heikki Kovalainen  | 15     | 0      | –  | –  | –  | –  | –  | 1  |
| 21 | 0   | Witalij Pietrow    | 14     | 0      | –  | –  | –  | –  | –  | 3  |
| 22 | 0   | Jérôme d’Ambrosio  | 1      | 0      | –  | –  | –  | –  | –  | –  |
| 23 | 0   | Charles Pic        | 15     | 0      | –  | –  | –  | –  | –  | 4  |
| 24 | 0   | Narain Karthikeyan | 14     | 0      | –  | –  | –  | –  | –  | 6  |
| 25 | 0   | Pedro de la Rosa   | 14     | 0      | –  | –  | –  | –  | –  | 2  |
| P  | +/− | Kierowca           | Starty | Punkty | P1 | P2 | P3 | PP | NO | NS |

### Konstruktorzy
| P  | +/− | Konstruktor          | Starty | Punkty | P1 | P2 | P3 | PP | NO | NS |
| -- | --- | -------------------- | ------ | ------ | -- | -- | -- | -- | -- | -- |
| 1  | 0   | Red Bull-Renault     | 30     | 324    | 5  | 2  | 1  | 5  | 4  | 1  |
| 2  | 0   | McLaren-Mercedes     | 30     | 283    | 5  | 3  | 3  | 6  | 1  | 4  |
| 3  | 0   | Ferrari              | 30     | 263    | 3  | 3  | 3  | 2  | –  | 3  |
| 4  | 0   | Lotus-Renault        | 30     | 239    | –  | 4  | 5  | –  | 3  | 5  |
| 5  | 0   | Mercedes             | 30     | 136    | 1  | 1  | 1  | 1  | 3  | 8  |
| 6  | 0   | Sauber-Ferrari       | 30     | 116    | –  | 2  | 2  | –  | 2  | 6  |
| 7  | 0   | Force India-Mercedes | 30     | 81     | –  | –  | –  | –  | 1  | 2  |
| 8  | 0   | Williams-Renault     | 30     | 58     | 1  | –  | –  | 1  | 1  | 5  |
| 9  | 0   | Toro Rosso-Ferrari   | 30     | 15     | –  | –  | –  | –  | –  | 5  |
| 10 | 0   | Marussia-Cosworth    | 29     | 0      | –  | –  | –  | –  | –  | 5  |
| 11 | 0   | Caterham-Renault     | 29     | 0      | –  | –  | –  | –  | –  | 4  |
| 12 | 0   | HRT-Cosworth         | 28     | 0      | –  | –  | –  | –  | –  | 8  |
| P  | +/− | Konstruktor          | Starty | Punkty | P1 | P2 | P3 | PP | NO | NS |